# Bono (Sardinien)
Bono ist ein Ort der italienischen Metropolitanstadt Sassari auf der Insel Sardinien mit 3293 Einwohnern (Stand 31. Dezember 2023).
Das Gemeindegebiet umfasst 74 km².

## Kultur
Am 30. November, in der so genannten Nacht von Sant’Andria findet in Bono ein Ritual statt, bei dem Väter und ihre Kinder ausgehöhlte Kürbisse mit menschlichen Gesichtern versehen und mit diesen, durch Kerzen beleuchtet, durch die Straßen der Stadt ziehen, um Süßigkeiten von den Bewohnern zu erbitten.
Dieses Ritual existiert seit mehreren hundert Jahren.